# Caloptilia ingrata
Caloptilia ingrata is een vlinder uit de familie mineermotten (Gracillariidae). De wetenschappelijke naam van deze soort is voor het eerst geldig gepubliceerd in 1989 door Triberti.
De soort komt voor in tropisch Afrika.